# Aéroport de Leipzig/Halle
L'aéroport de Leipzig/Halle (code IATA : LEJ • code OACI : EDDP) est un aéroport international allemand desservant les villes de Leipzig et de Halle.

## Situation et accès
L'aéroport de Leipzig/Halle est situé à Schkeuditz, à 16 km au nord-ouest de Leipzig et à 22 km au sud-est de Halle-sur-Saale.
| Berlin · Brandebourg EuroAirport Basel-Mulhouse-Freiburg Freiburg · City Brême Cassel Cologne · Bonn Dortmund Dresde Düsseldorf Erfurt Francfort-Hahn Francfort · sur-le-Main Friedrichshafen Hambourg Hanovre Heringsdorf Karlsruhe · Baden-Baden Leipzig Lübeck Memmingen Munich Münster · Osnabrück Nuremberg Paderborn · Lippstadt Rostock Sarrebruck Stuttgart Sylt Weeze Mannheim |

Il est situé juste au sud de l'échangeur autoroutier entre l'A14 et l'A9. On accède donc en voiture principalement via l'une ou l'autre de ces autoroutes.
Pour l'accès ferroviaire l'aéroport est doté de sa propre gare, desservie par la ligne ICE 50. Depuis la mise en œuvre du S-Bahn d'Allemagne centrale en 2014. la gare aéroport est desservie par les lignes S5 et S5X toutes les demi-heures en période normale.
La ligne 207 d'autocars opérée par Auto Webel dessert également la gare sur base horaire.

## Histoire
L'aéroport fut construit en 1927, sur les bases de l'aérodrome auparavant créé par le duc Ernest II de Saxe-Altenbourg.

## Caractéristiques

Plan de l'aéroport avec ses deux pistes parallèles.

L'aéroport possède deux pistes identiques et parallèles en asphalte mesurant 3 600 m de longueur. Cela lui permet d’accueillir tous les types d'avions existants.

### Installations militaires
Des installations militaires de l'OTAN ont été construites sur le site de l'aéroport.

## Statistiques

### En graphique
Pour des raisons techniques, il est temporairement impossible d'afficher le graphique qui aurait dû être présenté ici.

Voir la requête brute et les sources sur Wikidata.

### En tableau
Voici les statistiques de l'aéroport concernant le nombre de passagers y ayant transité, le nombre de mouvements effectués ainsi que le tonnage de fret géré, le tout par an depuis 1990. 
|      | Nombre de passagers | Nombre de mouvements | Fret (en tonnes) |
| ---- | ------------------- | -------------------- | ---------------- |
| 1990 | 274,878             | 9,549                | 366              |
| 1991 | 634,424             | 26,089               | 4,372            |
| 1992 | 1,073,378           | 42,960               | 8,611            |
| 1993 | 1,521,436           | 48,510               | 17,482           |
| 1994 | 1,901,797           | 52,590               | 23,189           |
| 1995 | 2,104,822           | 53,807               | 25,225           |
| 1996 | 2,186,649           | 50,298               | 22,410           |
| 1997 | 2,248,852           | 47,284               | 17,220           |
| 1998 | 2,108,779           | 43,778               | 12,866           |
| 1999 | 2,162,769           | 47,944               | 15,220           |
| 2000 | 2,288,931           | 47,030               | 17,086           |
| 2001 | 2,185,130           | 42,408               | 15,799           |
| 2002 | 1,988,854           | 41,209               | 16,882           |
| 2003 | 1,955,070           | 40,303               | 17.559           |
| 2004 | 2,041,046           | 39,316               | 12,575           |
| 2005 | 2,127,895           | 37,905               | 15,641           |
| 2006 | 2,348,011           | 42,417               | 29,330           |
| 2007 | 2,723,000           | 50,972               | 101,364          |
| 2008 | 2,462,256           | 59,924               | 442,453          |
| 2009 | 2,421,382           | 60,150               | 524,082          |
| 2010 | 2,348,597           | 62,247               | 663,024          |
| 2011 | 2,266,743           | 64,097               | 760,344          |
| 2012 | 2,286,151           |                      | 863,665          |

## Compagnies aériennes et destinations

### Passagers
| Compagnies           | Destinations |
| -------------------- | --- |
| Air Cairo            | Hurghada |
| Air Moldova          | Chișinău |
| Austrian Airlines    | Vienne-Schwechat |
| Condor               | Hurghada, Las Palmas/Gran Canaria, Madère-C. Ronaldo, Palma de Majorque, Ténériffe-Sud Reine Sofia En saison : - Antalya, - Corfou-I. Kapodístrias, - Fuerteventura, - Héraklion-N. Kazantzákis, - Kos, - Lanzarote-Arrecife, - Rhodes-Diagoras |
| Corendon Airlines    | En saison : Antalya, Hurghada |
| European Air Charter | En saison charter : Bourgas, Varna |
| Eurowings            | Palma de Majorque |
| Freebird Airlines    | En saison charter : - Antalya, - Bourgas, - Corfou-I. Kapodístrias, - Dubrovnik, - Djerba-Zarzis, - Enfidha-Hammamet, - Fuerteventura, - Héraklion-N. Kazantzákis, - Kos, - Rhodes-Diagoras                                                     |
| Lufthansa            | Francfort, Munich-F. J. Strauß |
| Nesma Airlines       | En saison charter : Hurghada |
| Nouvelair            | En saison : Djerba-Zarzis, Monastir |
| Ryanair              | Dublin, Londres-Stansted |
| Sundair              | En saison: Antalya |
| SunExpress           | Antalya |
| Turkish Airlines     | Istanbul |

Édité le 03/02/2018  Actualisé le 17/03/2023

### Cargo
Depuis 2006, l'aéroport accueille les installations de la compagnie cargo DHL. Auparavant celle-ci était basée à l'aéroport de Bruxelles, en Belgique.
| Compagnies                                  | Destinations |
| ------------------------------------------- | --- |
| AirBridgeCargo Airlines                     | Moscou-Cheremetievo |
| DHL Aviation opéré par ABX Air              | Brussels, Lagos |
| DHL Aviation opéré par Aero Charter         | Kiev-Boryspil |
| DHL Aviation opéré par AeroLogic            | Bahreïn, Bangalore, Bangkok-Suvarnabhumi, Bergame, Delhi, Dubai-International, East Midlands, Francfort, Hong Kong, Lahore, Bombay, Séoul-Incheon, Shanghai-Pudong, Singapour, Tashkent                                                                                                |
| DHL Aviation opéré par ASL Airlines Ireland | Amsterdam, Athènes, Bergame, Bruxelles, East Midlands, Francfort, Londres-Heathrow, Londres-Luton, Madrid |
| DHL Aviation opéré par Aviastar-TU          | Moscou-Cheremetievo |
| DHL Aviation opéré par Aviavilsa            | Vilnius |
| DHL Aviation opéré par Bluebird Cargo       | Genève, Turku |
| DHL Aviation opéré par DHL Air UK           | Amsterdam, Athènes, Bâle/Mulhouse, Bergame, Bologne, Bruxelles, Budapest, Cincinnati, Cologne/Bonn, East Midlands, Hong Kong, Lyon, Marseille, Munich, New York-John F. Kennedy, Oslo-Gardermoen, Paris-Charles de Gaulle, Rome-Ciampino, Stuttgart, Trévise, Vitoria, Varsovie-Chopin |
| DHL Aviation opéré par EAT Leipzig          | Barcelone, Bergame, Bratislava, Bruxelles, Copenhague, East Midlands, Francfort, Helsinki, Linz, Londres-Heathrow, Madrid, Manchester , Nantes, Pise, Rome-Ciampino, Sofia, Stockholm-Arlanda, Tel Aviv-Ben Gourion, Vitoria, Gdańsk, Katowice                                         |
| DHL Aviation opéré par Kalitta Air          | Bahreïn, Bruxelles, Cincinnati, Delhi Hong Kong, New York-John F. Kennedy, Charjah |
| DHL Aviation opéré par MNG Cargo            | Istanbul-Atatürk |
| DHL Aviation opéré par RAF-Avia             | Ostrava, Riga |
| DHL Aviation opéré par Southern Air         | Cincinnati, Hong Kong, Los Angeles, Charjah, East Midlands |
| DHL Aviation opéré par Swiftair             | Bruxelles, Genève, Linz, Ljubljana, Turku, Vitoria |
| DHL Aviation opéré par Polar Air Cargo      | Almaty, Cincinnati |

## Galerie de photographies

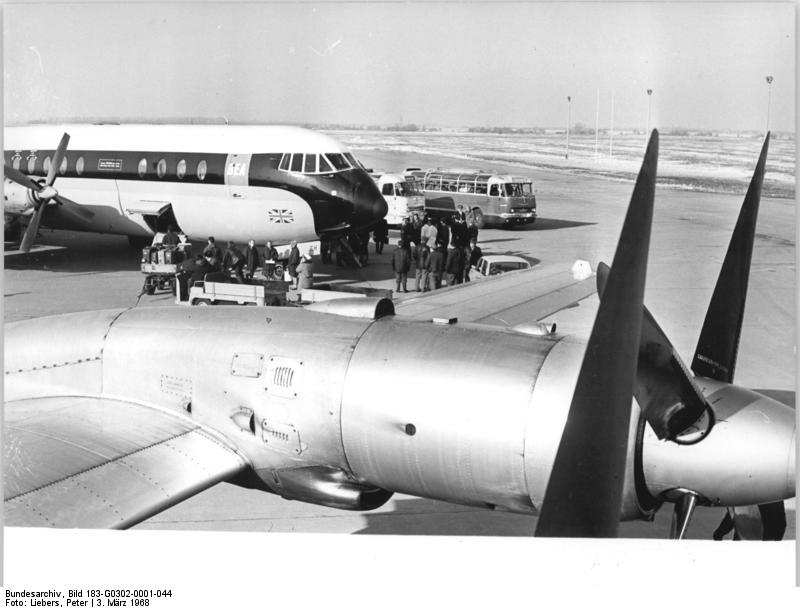
Avions en 1968.
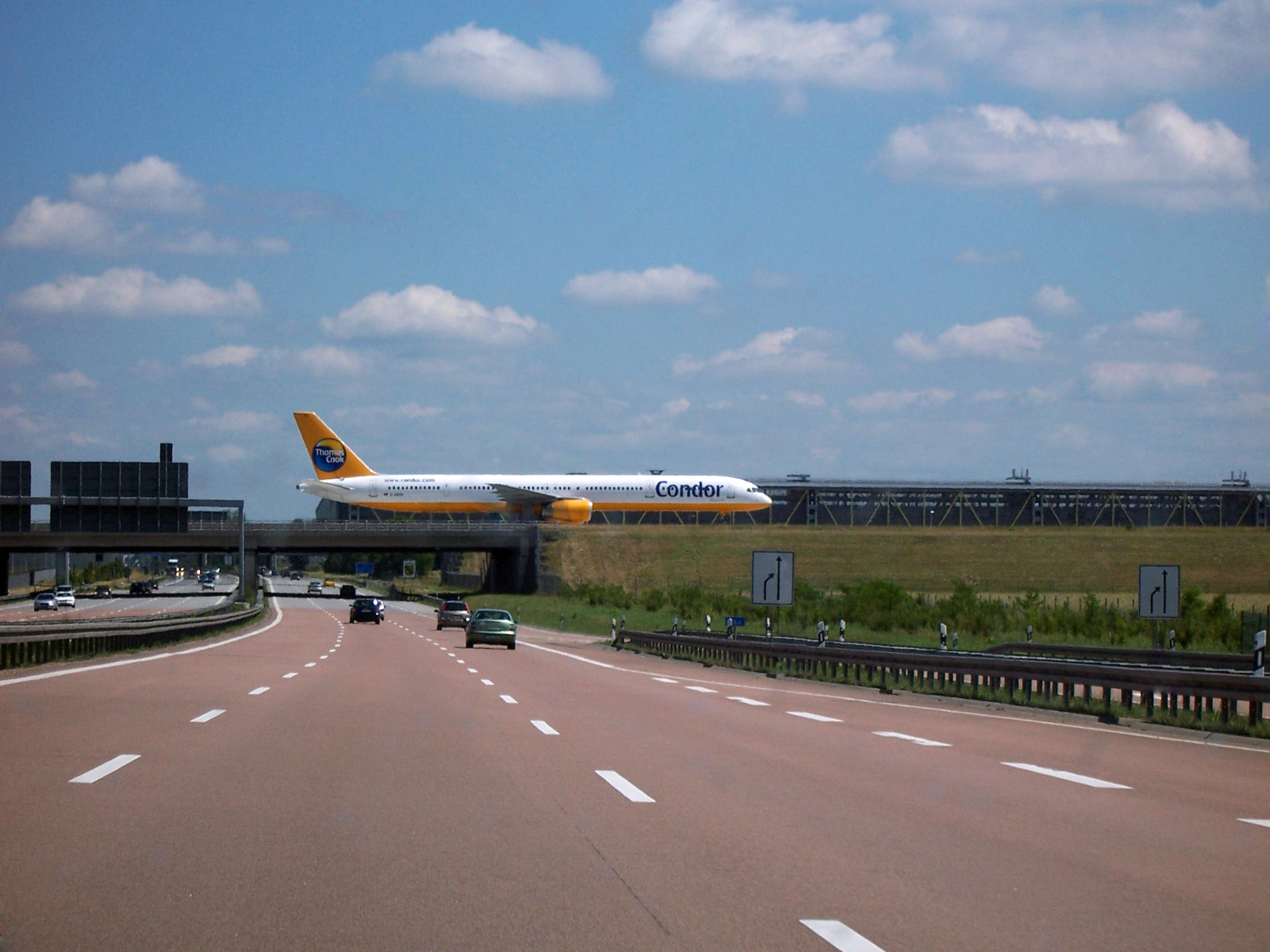
Certains taxiways passent au-dessus de l'A14. Ici un Boeing 757 de Condor.
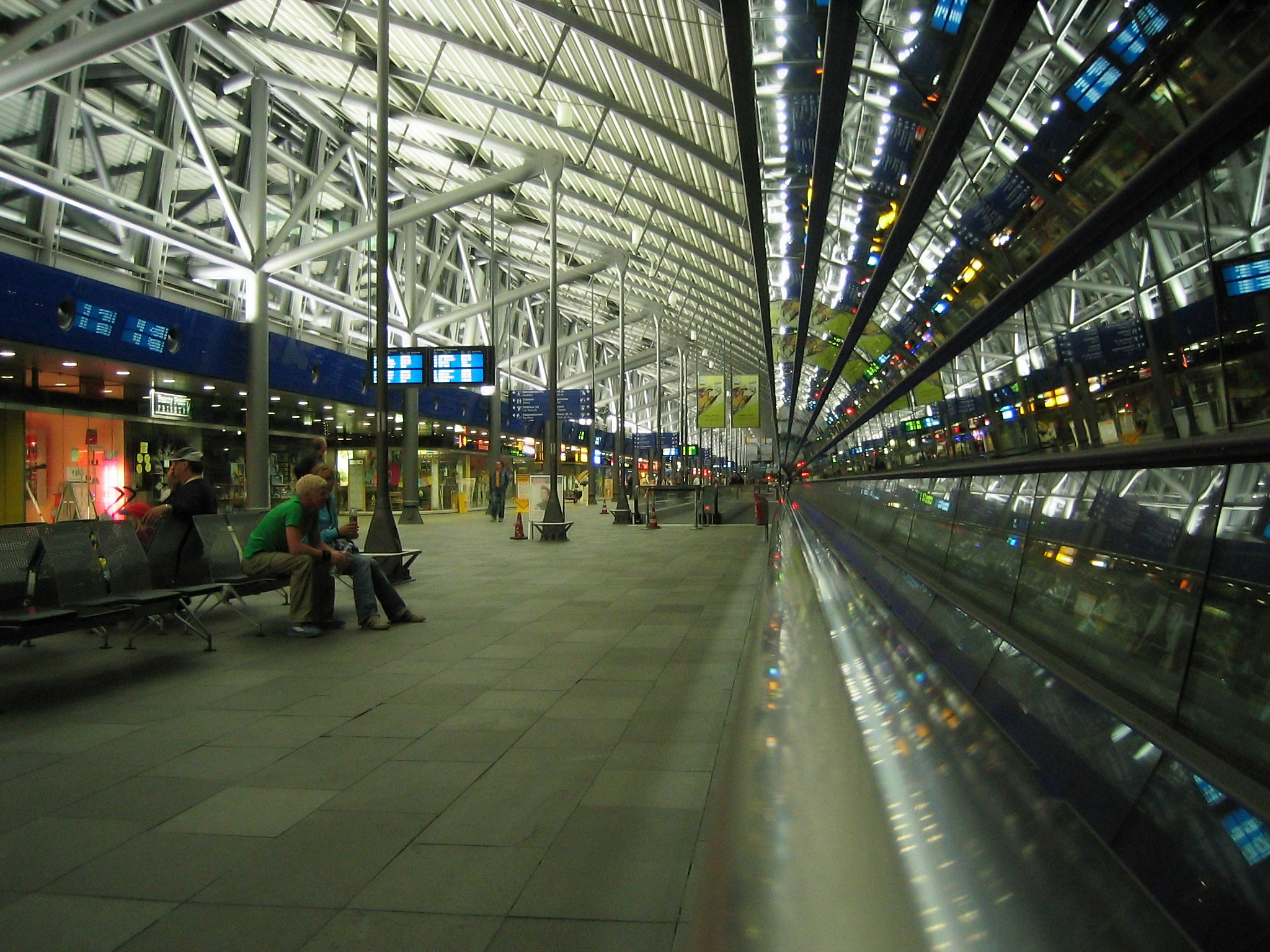
Vue de l'intérieur d'un des terminaux.